# Globalisering: Från fattigdom till rikedom
Globalisering: Från fattigdom till rikedom (originaltitel: Globalisation is Good) är en engelskspråkig dokumentärfilm om globalisering från 2003, producerad av Freeform Productions för den brittiska kanalen Channel 4. Filmen presenteras av den svenske författaren och liberale samhällsdebattören Johan Norberg och är baserad på dennes bok Till världskapitalismens försvar (2001). I filmen reser Norberg till Kenya, Taiwan och Vietnam för att påvisa den effekt som förekomsten – respektive frånvaron – av frihandel, marknadsekonomi och globalisering haft på de olika ländernas ekonomiska utveckling. Norberg tar i filmen starkt avstånd från den globaliseringskritiska rörelsen.
Filmen hade tv-premiär i Storbritannien den 21 september 2003. I november 2006 släpptes filmen på DVD av den svenska tankesmedjan Timbro.